# Jagur
Jagur (hebräisch יָגוּר, arabisch ياغور, DMG Yāġūr) ist ein Kibbuz im Norden Israels am Ostrand des Karmelgebirges an der Straße Haifa–Nazaret.

## Entstehung und Entwicklung
Der Kibbuz Jagur wurde am 30. Dezember 1922 von jüdischen Pionieren gegründet, nachdem das Land durch Jehoschua Hankin erworben worden war. Die ersten Siedler legten die Sümpfe am Fluss Kischon trocken, worauf ein landwirtschaftlicher Betrieb entwickelt wurde. Der Name des Kibbuz ist vom arabischen Dorf Jadschur (ياجور, DMG Yāǧūr) abgeleitet, das sich früher in der Nähe befand. In der Bibel Jos 15,21  wurde ein Ort Jagur erwähnt, welcher jedoch im Negev lokalisiert ist und dem Stammesgebiet von Juda zugerechnet wurde.
In den Jahren 1935/1936 erbaute am Ort der Architekt Tibor Schön nach Plänen Erich Mendelsohns und des Ingenieurs Erich Kempinskys die Ludwig-Tietz-Lehrwerkstätte (בֵּית סֵפֶר לִמְלָאכָה עַל שֵׁם לוּדְבִיג טִיץ Bejt Sefer liMlachah Ludwig Tietz) mit Internat. Den Bau der Anlage hatte der Central-Verein (C.-V.) beauftragt und finanziert und zu Gedenken Ludwig Tietzens (1897–1933), des verstorbenen stellvertretenden C.-V.-Vorsitzenden, benannt.

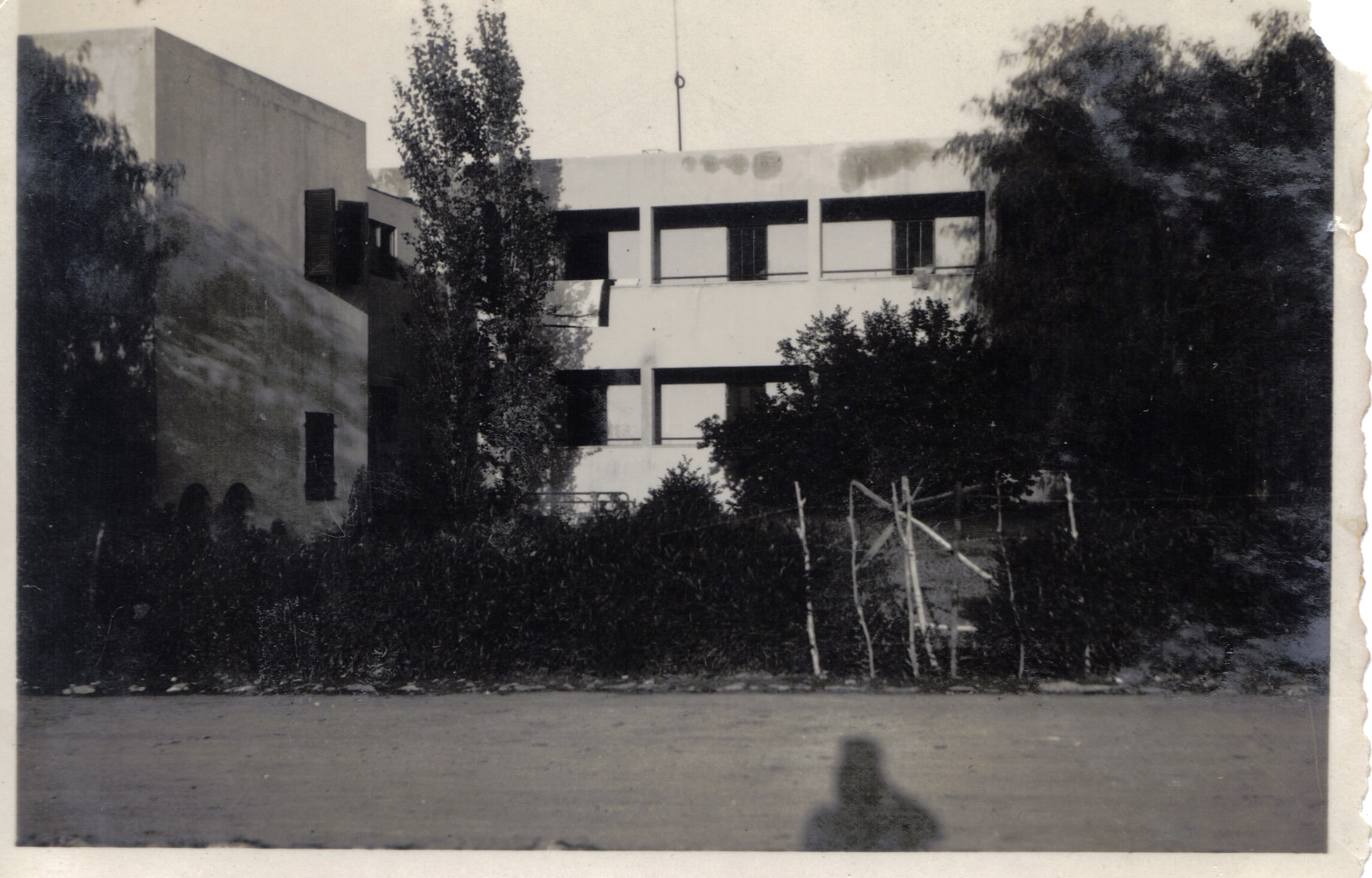
Ludwig-Tietz-Lehrwerkstätte in Jagur, um 1942

Es war die dritte derartige Bildungseinrichtung im Lande neben der Handwerkerschule des Technions in Haifa und der Tel Aviver Max-Pein-Schule der Histadruth. In der Ludwig-Tietz-Lehrwerkstätte erlernten 60 deutsche Lehrlinge, die durch die Jugend-Alijah ins Land kamen, einen Beruf. Die Lehrwerkstätte bot vor allem Berufsausbildungen auf dem Gebiet der Baugewerke und verwandter Professionen.
1946 entdeckte die britische Besatzungsmacht in der Siedlung ein großes Waffenlager der jüdischen Untergrundorganisation Haganah; viele zionistische Führer wurden daraufhin im Rahmen der britischen Operation Agatha verhaftet.
Die Siedlung war lange Zeit die größte Kollektivsiedlung Israels; auch heute noch ist Jagur einer der größten Kibbuzim. 2018 hatte der Kibbuz 1604 Einwohner. Wichtige wirtschaftliche Tätigkeitsfelder des Kibbuz sind die Landwirtschaft und die Industrie.

## Persönlichkeiten
- Perez Leshem (* 1903 in Chemnitz als Fritz Lichtenstein; † 2003)[12]
- Uzi Gal (eigentlich Uziel Gal, hebräisch עֻזִּיאֵל גַּל ʿUzzī'el Gal, Plene עוזיאל; * 15. Dezember 1923 in Weimar als Gotthard Glas; † 7. September 2002 in Philadelphia)
- Noam Achtel (* 1996), Fußballspielerin